# Microhyla pulchra

Microhyla pulchra é uma espécie de sapo de boca estreita encontrada no nordeste da Índia, sul da China e Sudeste da Ásia, habitando pelo menos até a Tailândia , mas, possivelmente, tão ao sul quanto a Malásia e Singapura. também foi introduzida em Guam.
Microhyla pulchra é uma espécie comum no habitat adequado, mas muitas vezes não é visto, porque é enigmática e sazonal. Ele normalmente aparece perto debordas da floresta. É consumido em Laos.